# Sysstema albipicta
Sysstema albipicta är en fjärilsart som beskrevs av W. Warren 1893. Sysstema albipicta ingår i släktet Sysstema och familjen mätare. Inga underarter finns listade i Catalogue of Life.